# Øland Kirke
Øland Kirke eller Oxholm Kirke er en kirke i Øland Sogn, Øster Han Herred i det tidligere Hjørring Amt, Vendsyssel, nu i 	Jammerbugt Kommune. Kirken har været klosterkirke til det tidligere Ø Kloster, nu Oksholm herregård. Kirken består af hovedskib, langhuskor med tresidet afslutning, et nordligt sideskib med østlig forlængelse og et slankt tårn. Alt er opført i begyndelsen af 1400-tallet af gule mursten.
Ved udgravninger i 1910 konstaterede man fundamenter til en sydlig korsgang langs skibet, derfor de højtsiddende vinduer i skibets sydmur. To oprindelige døre er tilmuret i skibets sydside.
Kirkerummet er dækket af højtspændte ribbehvælvinger. Hovedskibet har haft to stokværk, hvoraf det øverste har været nonnernes særlige kor i vestenden. Nonnekoret har været båret af fire krydshvælvinger på midterpille. Nonnekoret har åbnet sig mod tårnet ved en spidsbue, og tårnrummet har fungeret som forhal, hvorfra en trappe førte op til nonnekoret. Fragmentariske kalkmalerier blev fundet på sideskibets østvæg bag et epitafium. Altertavlen er en sengotisk fløjaltertavle med en Maria-figur i midterskabet og apostle i fløjene. Ved alteret står et seks meter højt monstranshus fra begyndelsen af 1500-tallet. Døbefonten er af smedejern og stammer fra omkring 1700. Prædikestolen er fra begyndelsen af 1600-tallet. På korets nordvæg er opsat et epitafium i 1726 for generalløjtnant Hans Friedrich von Levetzow (død 1696) og hans hustru, epitafiet er muligvis udført af Friederich Ehbisch.

## Eksterne kilder og henvisninger
- Wikimedia Commons har flere filer relateret til Øland Kirke
- Efter Nordenskirker.dk Arkiveret 16. september 2011 hos  Wayback Machine (tilladelse fra Hideko Bondesen)